# Ján Mudroch
Ján Mudroch (Szenice, 1909. március 28. – Pozsony, 1968. február 4.) szlovák festő és pedagógus. A szlovák modernizmus egyik legfontosabb művésze.

## Élete, pályafutása

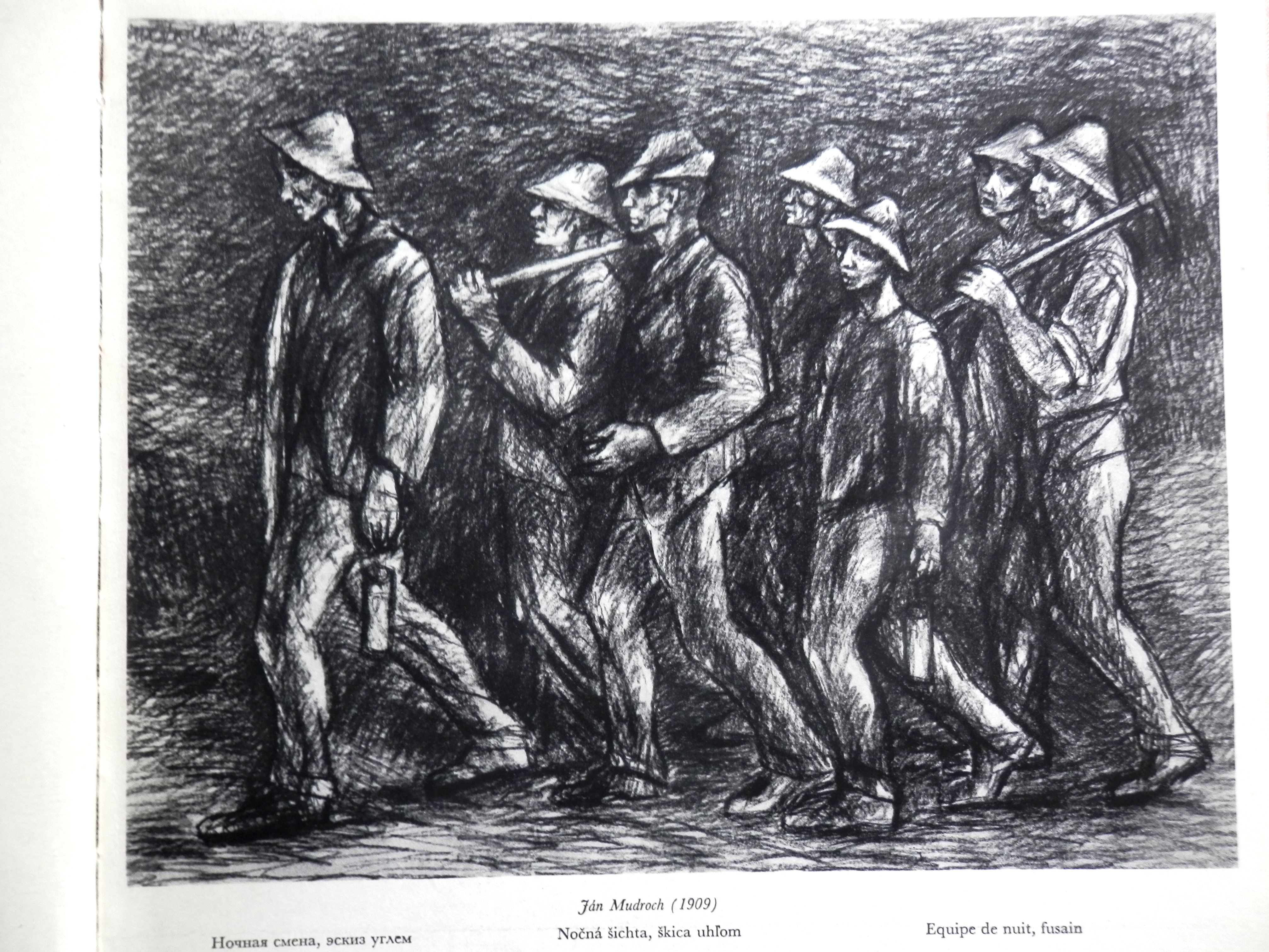
Éjszakai műszak (1947)

1931 és 1937 között a prágai Képzőművészeti Akadémián tanult. Diákként itt találkozott az 1909-es generáció legfontosabb képviselőivel: Majerník, Želibský, Bauernfreund, Nemes, Nevan, Matejka, Hoffstädter. 1937-ben visszatért Szlovákiába. A Művészeti és Iparművészeti Iskolában tanított. Azok közé a szlovák művészek közé tartozott, akik reagáltak a spanyol polgárháború szörnyűségeire. 1939-től a pozsonyi Szlovák Műszaki Egyetem Rajz Tanszékének tanára volt. 1941-ben azonban antifasiszta nézetei miatt abbahagyta a tanári munkát, és kizárták a Szlovák Képzőművészek Szövetségéből. A második világháború alatt gyakran művészi és emberi szempontból kritizálták világosan megfogalmazott háborúellenes nézetei miatt. 1946-ban kinevezték az SVŠT Rajz és Festészeti Tanszék, majd a Szlovák Egyetem Oktatási Karának professzorává. 1950-ben kinevezték a pozsonyi újonnan alapított Képzőművészeti Akadémia rektorává. A Szlovák Nemzeti Galéria létrehozásában is részt vett.

## Munkássága
Részt vett szakmai folyóiratok és szürrealisztikus antológiák (Álom és valóság) létrehozásában. Leginkább olajjal festett a vászonra. Főleg a figurális festészetre és a csendéletekre koncentrált, metaforák és szimbólumok felhasználásával. A háború előtt társadalmilag elkötelezett és komor festményeket festett (A meggyilkolt költő, Katasztrófa), valamint vidéki témákat dolgozott fel (A tehén). A remekművek a második világháború időszakából származnak (Szerencsétlenség). A háború után a költői realizmus stílusa jellemezte (Anya gyermekével a hátán, Anyaság, Fekvő lány).
Az 1963-ben elnyerte az Érdemes Művész címet, 1968-ban a Nemzet Művésze lett.

## Művei közgyűjteményekben
- Nemzeti Galéria (Prága)
- Szlovák Nemzeti Galéria (Pozsony)
- Kelet-Szlovák Múzeum (Kassa)

## Fordítás
- Ez a szócikk részben vagy egészben  a   Ján Mudroch című szlovák Wikipédia-szócikk ezen változatának fordításán alapul.  Az eredeti cikk szerkesztőit annak laptörténete sorolja fel. Ez a jelzés csupán a megfogalmazás eredetét és a szerzői jogokat jelzi, nem szolgál a cikkben szereplő információk forrásmegjelöléseként.